# پشت‌آتشی بی‌کاکل
پشت‌آتشی بی‌کاکل (نام علمی: Lophura erythrophthalma) نام یک گونه از زیرخانواده قرقاولیان است.